# Placiphorella borealijaponica
Placiphorella borealijaponica is een keverslakkensoort uit de familie van de Mopaliidae. De wetenschappelijke naam van de soort is voor het eerst geldig gepubliceerd in 1989 door Saito & Okutani.